# Oxidercia nucleola
Oxidercia nucleola là một loài bướm đêm trong họ Noctuidae.